# Миллер, Марк (политик)
Марк Миллер (англ. Marc Miller; род. 12 марта 1971, Монреаль, Квебек) — канадский политический и государственный деятель. Член Палаты общин Канады от Либеральной партии с 2015 года. Действующий министр по делам иммиграции, беженцев и гражданства (2023—2025). В прошлом — министр по делам коренных народов Канады (2019—2021), по делам отношений между Короной и коренным населением Канады (2021—2023).

## Биография
Родился и вырос в Монреале.
Марк Миллер получал образование в Колледже Жан-де-Бребеф, одновременно с будущим премьер-министром Джастином Трюдо. В СМИ Миллера часто называют «другом детства» и «одним из многолетних» друзей Трюдо. В Университете Монреаля Миллер получил степени бакалавра и магистра политических наук. В 2001 году окончил юридический факультет Университета Макгилла со степенью в области общего права и гражданского права. Миллер служил в основном резерве сухопутных войск Канады.
Занимался юридической практикой. Специализировался на слияниях и поглощениях, уделяя особое внимание международному и коммерческому праву, и работал в Монреале, Стокгольме и Нью-Йорке.
Был советником в кампании Джастина Трюдо на выборах руководства Либеральной партии в 2013 году. По итогам федеральных выборов 2015 года Марк Миллер был избран членом Палаты общин от Либеральной партии в избирательном округе Вилль-Мари ― Ле-Сюд-Уэст ― Иль-де-Сёр. В 2017 году выступил в Палате общин на могаукском языке.
28 января 2017 года он был назначен парламентским секретарём министра инфраструктуры. 31 августа 2018 года был переведён на должность секретаря министра по делам коренных народов.
20 ноября 2019 года Марк Миллер был приведён к присяге в качестве министра по делам коренных народов.
26 октября 2021 года стал министром по делам отношений между Короной и коренным населением Канады.
Является автором статей по конституционному праву и праву в области прав человека.
26 июля 2023 года в ходе серии кадровых перемещений в правительстве Трюдо назначен министром по делам иммиграции, беженцев и гражданства.
14 марта 2025 года при формировании правительства Карни не получил никакого назначения.

## Личная жизнь
Марк Миллер женат на Элин Сандберг, бывшем шведском дипломате. У пары трое детей: сыновья Мариус и Лукас и дочь Ева.